# İsmail Koçman
İsmail Koçman (* 1943 in Karasu, Provinz Sakarya; † 11. August 2013) war ein türkischer General des Heeres (Türk Kara Kuvvetleri), der unter anderem zwischen 1994 und 1996 Kommandeur der Streitkräfte der Türkischen Republik Nordzypern (KKTC Güvenlik Kuvvetleri Komutanlığı), von 2006 bis 2007 Kommandeur der 3. Armee (Üçüncü Ordu) sowie zuletzt  zwischen 2007 und 2008 Kommandeur der 1. Armee (Birinci Ordu) war.

## Leben
Koçman begann nach dem Schulbesuch eine Offiziersausbildung an der Heeresschule (Kara Harp Okulu), die er 1962 abschloss. Nach dem anschließenden Abschluss der Artillerieschule (Topçu Okulu) 1963 fand er Verwendungen als Offizier in verschiedenen Heereseinheiten und war nacheinander Zugführer, Kompaniechef und Batteriechef, ehe er im Anschluss von 1973 bis 1975 den Stabslehrgang an der Heeresakademie (Kara Harp Akademisi) besuchte. Anschließend blieb er als Lehroffizier an der Heeresakademie und wurde danach Chef des Stabes der Besatzungstruppe in Zypern KTBK (Kıbrıs Türk Barış Kuvvetleri). Danach fand er Verwendung als Referatsleiter für Lehrgänge in der Unterabteilung für Organisation und Ausbildung im Generalstab der Türkei sowie als Kommandant der 1928 gegründeten Maltepe-Kadettenanstalt (Maltepe Askerî Lisesi). Nach einem darauf folgenden Einsatz als Kommandeur des zur 2. Infanteriedivision gehörenden 197. Infanterieregiments wurde er Leiter der Personalabteilung der 1. Armee. Danach war er Chef des Stabes des VIII. Korps sowie im Anschluss stellvertretender Kommandeur der 28. Motorisierten Infanteriebrigade.
Nach seiner Beförderung zum Brigadegeneral (Tuğgeneral) wurde Koçman 1992 stellvertretender Leiter der Ausbildungsabteilung im Hauptquartier des Heeres sowie am 19. August 1994 Nachfolger von Brigadegeneral Yaşar Spor als Kommandeur der Streitkräfte der Türkischen Republik Nordzypern (KKTC Güvenlik Kuvvetleri Komutanlığı). Diesen Posten bekleidete er bis zum 25. August 1996, woraufhin er durch Brigadegeneral Hasan Peker Günal abgelöst wurde. 1996 wurde er zum Generalmajor (Tümgeneral) befördert und übernahm zunächst den Posten als Chef des Stabes der Heeresakademie sowie anschließend 1998 als Kommandant des Schul- und Ausbildungszentrums für Ausrüstung und Finanzen (Levazım Maliye Okulu ve Eğitim Merkezi Komutanlığı).
Nachdem Koçman 2000 zum Generalleutnant (Korgeneral) befördert worden war, wurde er Kommandierender General des zur 3. Armee gehörenden IX. Korps (IX. Kolordu) in Erzurum und anschließend 2002 Leiter der Evaluierungs- und Auditabteilung im Hauptquartier des Heeres. Nach seiner Beförderung zum General (Orgeneral) wurde er 2004 Kommandeur des Ausbildungs- und Schulungskommandos EDOK (Eğitim ve Doktrin Komutanlığı). Danach löste er am 30. August 2006 General Orhan Yöney  als Kommandeur der 3. Armee (Üçüncü Ordu) in Erzincan ab, die für den Schutz der Landesgrenzen zu Armenien und Georgien zuständig ist und zu der das VIII. Korps in Elazığ und das IX. Korps in Erzurum gehören. Auf diesem Posten blieb er bis zum 17. August 2007 und wurde dann durch General Saldıray Berk abgelöst.
Zuletzt wurde General Koçman am 17. August 2007 Nachfolger von Fethi Remzi Tuncel als Kommandeur der in der Istanbuler Selimiye-Kaserne stationierten 1. Armee (Birinci Ordu), die für die Sicherung der Grenzen zu Griechenland und Bulgarien sowie die strategisch wichtigen Meerengen Bosporus und Dardanellen verantwortlich ist und zu der das II. Korps in Gelibolu, das III. Korps in Şişli und das V. Korps in Çorlu gehören. Auf diesem Posten wurde er am 22. August 2008 durch General Ergin Saygun abgelöst, ehe er schließlich am 30. August 2008 in den Ruhestand verabschiedet wurde.

## Weblink
- Eintrag in Kim Kimdir? (Seitenaufruf am 11. September 2016)